# Michał Bajor
Michał Bajor (n. 13 iunie 1957, Głuchołazy, Republica Populară Polonă) este un actor de film, teatru și televiziune, cântăreț și compozitor polonez.
Este membru al Academiei Fonografice ZPAV. Pe scena muzicală, a colaborat cu diverși compozitori, printre care: Włodzimierz Korcz⁠(d), Janusz Strobel⁠(d), Jarosław Kukulski⁠(d), Jerzy Satanowski⁠(d), Hadrian Filip Tabęcki⁠(d), Paweł Stankiewicz, Marcin Nierubiec⁠(d) și Piotr Rubik⁠(d). El a cântat pe versurile mai multor poeți polonezi ca de exemplu: Władysław Broniewski, Julian Tuwim, Wojciech Młynarski⁠(d), Marek Grechuta⁠(d) și Jonasz Kofta.
A apărut în filme ale unor regizori ca Filip Bajon, Barbara Sass⁠(d), Edward Żebrowski, Feliks Falk⁠(d) și Krzysztof Kieślowski.

## Biografie
Este fiul actorului-păpușar și profesor Ryszard Bajor (1925–2017) și al soției sale Maria, născută Jędrusik (1937–2022), învățătoare, fratele său mai mare, Piotr Bajor, este de asemenea actor. Încă din copilărie, a fost asociat cu scena din Opole. A luat lecții de dans și pian. A debutat pe scenă ca lupul în „Scufița roșie”. A absolvit Școala Gimnazială nr. 2 din Opole⁠(d).
În 1970, a debutat ca solist în turul de calificare al celui de-al 8-lea sezon al Festivalului Național de Cântece Poloneze din Opole. În 1973, a câștigat Festivalul de Cântece Sovietice din Zielona Góra cu o interpretare îndrăzneață a cântecului „Siemionowna”, apoi a fost invitat să participe la al 13-a Festival Internațional de Cântece din Sopot. În 1975–1976, a susținut concerte cu orchestrele lui Henryk Debich⁠(d) și Stefan Rachoń⁠(d). În 1987, a înregistrat primul său album de studio intitulat Michał Bajor Live, unde a postat cover-uri de cântece, inclusiv de la Jacques Brel, cu care și-a asociat cariera pe scenă.
În 1975 și-a început cariera cinematografică. A debutat în filmul regizoarei Agnieszka Holland Wieczór u Abdona alături de Beata Tyszkiewicz. A fost admis la Academia Națională de Artă Dramatică Aleksander Zelwerowicz din Varșovia unde a absolvit studiile de actorie în 1980. A debutat în teatru ca student, la 28 martie 1979, pe scena Teatrului din Varșovia în piesa Do piachu... de Tadeusz Różewicz. La 6 octombrie 1979, a jucat în piesa Equus  de Peter Shaffer⁠(d) la Teatrul Ateneum din Varșovia, cu care a colaborat până în 1994. A apărut în filmul lui István Szabó, nominalizat la Oscar, Hanussen (1988). În 1993 a jucat la teatrul Studio Buffo⁠(d) cu Janusz Stokłosa⁠(d) și Janusz Józefowicz⁠(d). În 2000 a jucat rolul împăratului Nero în filmul lui Jerzy Kawalerowicz, Quo Vadis.

## Teatru

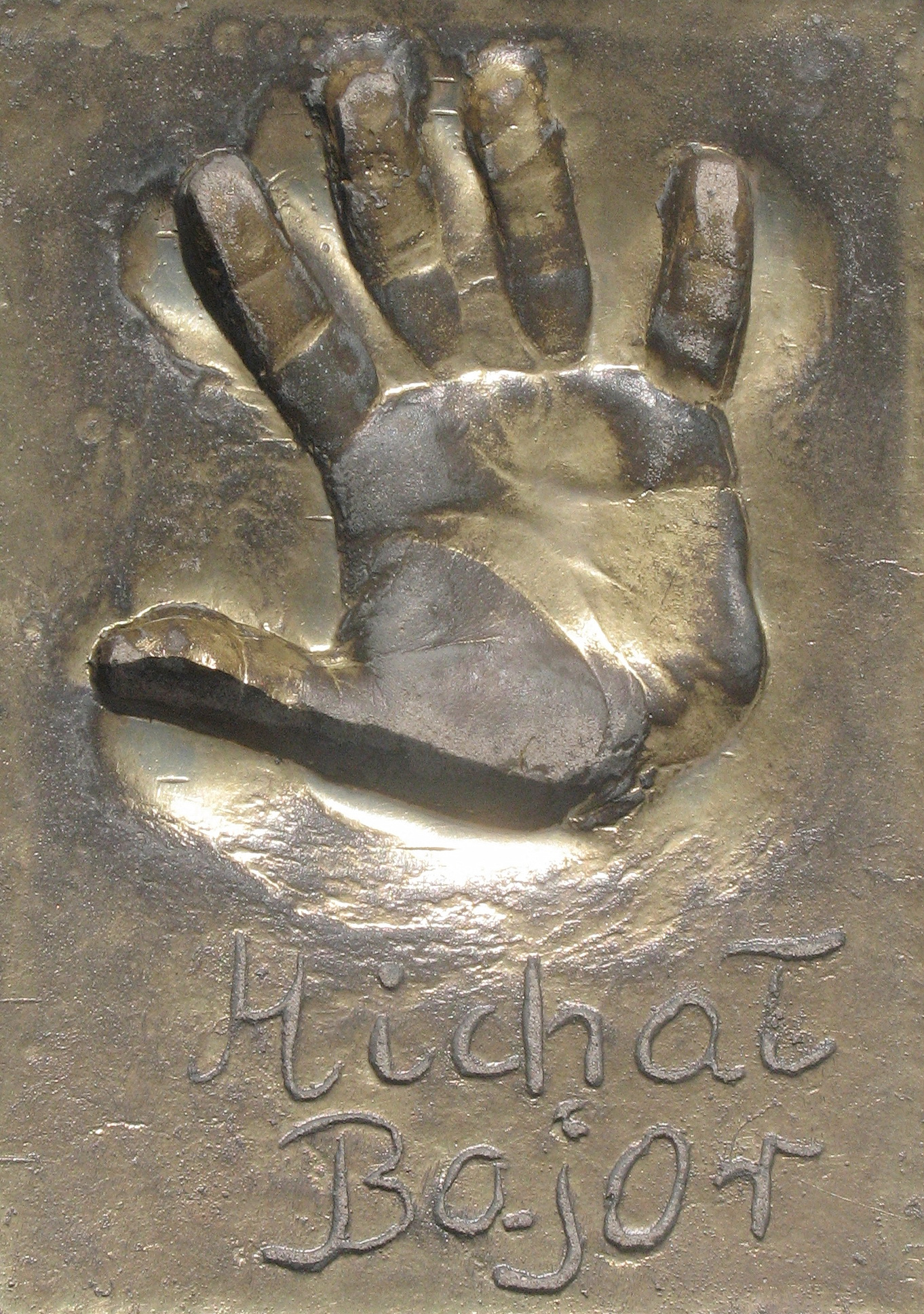
Amprenta mâinii lui Bajor pe Walk of Fame din Międzyzdroje

### Roluri
- 1979 – Do piachu... – Johny Foce (regizor: Tadeusz Łomnicki)
- 1979 - Equus – Allan Strang (regizor: Andrzej Rozhin)
- 1980 – Opera za trzy grosze – Kapelmajster-Arhanghel (r. Ryszard Peryt⁠(d))
- 1981 – Po Hamlecie – Junior (regizor: Janusz Warmiński⁠(d))
- 1982 – Ścisły nadzór – Moryś (regia  Romuald Szejd)
- 1982 - Moartea lui Danton de Georg Büchner – Kamil Demoulins (regia Kazimierz Kutz⁠(d))
- 1982 – Niebo zawiedzionych; Raiul dezamăgirilor (regia  Lena Szurmiej⁠(d))
- 1983 – Z życia dżdżownic; Din viața râmelor (r. F. Bajon)
- 1983 – Pornografia – Karol (regia  Andrzej Pawłowski)
- 1983 – Słodkie miasto – Głos Rossa (regia Emilian Kamiński⁠(d) )
- 1983 - Syn marnotrawny; Fiul risipitor – Arlechin (regia Adam Hanuszkiewicz⁠(d))
- 1984 - Trans-Atlantyk – fiul Ignac (regia  A. Pawłowski)
- 1985 – Brel (regia: E. Kamiński, W. Młynarski)
- 1985 - Maria și Woyzeck – Jester I (r. A. Hanuszkiewicz)
- 1990 - Czerwony stoliczek (r. Andrzej Strzelecki⁠(d) )
- 1993 – Music Hall  (regia Wowo Bielicki⁠(d) )
- 1994 – Nu mă lăsa (regia Janusz Józefowicz⁠(d) )
- 1994 – Bajor in Buffo (regia  J. Józefowicz)
- 1994 - Evita –  Che Guevara (regia Marcel Kochańczyk⁠(d) )
- 1995 – Plecare (regia  A. Rozhin)
- 1997 - Ewa Hitler pali camele; Ewa Hitler fumează Camels – reporter (regia: Jacek Koprowicz⁠(d) )
- 2001 – Quo Vadis (regia Jerzy Kawalerowicz ) – Nero
- 2004 – Za kulisami; În culise – recital
- 2004 – Świętokrzyska Golgota (regia Jerzy Zoń)

#### Teatru TV
- 1980 – Pentru posteritate (regia Andrzej Łapicki )
- 1980 – Proces ca fiul portarului (regia  A. Holland, Laco Adamik⁠(d))
- 1981 - Samotnik ca Baldwin (regia Andrzej Domalik⁠(d))
- 1982 - Irydion ca Heliogabalus (regia Jan Englert)
- 1984 - Candida (Kandyda) ca Eugeniusz Marchbanks (regia  M. Kochańczyk)
- 1984 – Elżbieta królowa Anglii; Elisabeta Regina Angliei (regia L. Adamik)
- 1987 – Herbatka z nieobecnym ca Băiat (regia Andrzej Sapija)
- 1989 – Grzechotka ca Percy (regia B. Sass-Zdort)

### Alte forme de creativitate
- 1980 – Opera za trzy grosze(regia  Ryszard Peryt) – asistent regizor
- 1983 – Syn marnotrawny; Fiul risipitor (regia A. Hanuszkiewicz) – asistent regizor
- 2005 – Emigranci (regia Dominik Nowak, Piotr Sieklucki) – muzica

## Filmografie

### Filme
- Wieczór u Abdona⁠(d) (1975) – Michaś
- Polskie drogi⁠(d) (1976) – GL-owiec (oaspete)
- W biały dzień⁠(d) (1980) – Biały
- Bajki na dobranoc⁠(d) (1980) – Wojciech Janicki
- Był jazz⁠(d) (1981) – Tomek
- Limuzyna Daimler-Benz⁠(d) (1981) – Michał
- Klakier⁠(d) (1982) – Fred
- Cień już niedaleko (1984) – director adjunct
- Ratunek dla miasta (Spasenieto, 1984) – Locotenentul Vogel, comandantul coloanei germane motorizate[7]
- Bez końca (1984) – stagiar
- Przeznaczenie⁠(d) (1984) – fiul lui Kazimierz Przerwa-Tetmajer
- Medium⁠(d) (1985) – aspirant Krank
- Na srebrnym globie (1987) – Marek (voce)
- Hanussen (1988) – instigator
- Alchemik (1988) –Prințul Frederick
- Historia niemoralna⁠(d) (1990) – Piotr
- Ucieczka z kina „Wolność”⁠(d) (1990) – Critic de film
- Quo vadis (2001) – Nero
- To nie tak jak myślisz, kotku⁠(d) (2008) – dr Ryszard Żmijewski – neurochirurg, secretarul profesorului Gaszyński

| - Alchemik Sendivius (1988) – Prințul Frederick - Świat według Kiepskich⁠(d) (1999), ep. 19 – el însuși / Artist cântând un colind de Crăciun - Psie serce⁠(d) (2002–2003) ca vocea câinelui lui Tamino - 1976: Pogoda dla bogaczy - 1984: Aventurile Cavalerului Albastru – Cavalerul Albastru (voce) |

## Discografie

### Albume de studio
| Nowe Piosenki                                                                         | - Lansat: 1988 - Casa de discuri: Veriton - Formate: CD                                               | —  |                |                 |
| Michał Bajor '93                                                                      | - Lansat: 1993 - Casa de discuri: Polonia Records - Formate: CD                                       | —  |                |                 |
| Kings and Queens                                                                      | - Lansat: 1993 - Casa de discuri: Sonia Company - Formate: CD                                         | —  |                |                 |
| Michał Bajor '95                                                                      | - Lansat: 1995 - Casa de discuri: Agencja Artystyczna MTJ - Formate: CD, digital download             | —  |                |                 |
| Uczucia...                                                                            | - Lansat: 1998 - Casa de discuri: Agencja Artystyczna MTJ - Formate: CD, digital download             | —  |                |                 |
| Kocham jutro                                                                          | - Lansat: October 14, 2000 - Casa de discuri: EMI Music Poland - Formate: CD                          | 36 |                |                 |
| Twarze w lustrach                                                                     | - Lansat: September 30, 2002 - Casa de discuri: Sony Music Poland - Formate: CD                       | 10 |                |                 |
| Za kulisami                                                                           | - Lansat: February 4, 2004 - Casa de discuri: Sony Music Poland - Formate: CD                         | 7  |                |                 |
| Inna bajka                                                                            | - Lansat: October 15, 2007 - Casa de discuri: Agencja Artystyczna MTJ - Formate: CD, digital download | 20 | - POL: 15,000+ | - POL: Gold     |
| Piosenki Marka Grechuty i Jonasza Kofty                                               | - Lansat: October 12, 2009 - Casa de discuri: Agencja Artystyczna MTJ - Formate: CD, digital download | 6  | - POL: 30,000+ | - POL: Platinum |
| Od Piaf do Garou                                                                      | - Lansat: October 21, 2011 - Casa de discuri: Agencja Artystyczna MTJ - Formate: CD, digital download | 8  | - POL: 30,000+ | - POL: Platinum |
| Moje podróże                                                                          | - Lansat: October 14, 2013 - Casa de discuri: Agencja Artystyczna MTJ - Formate: CD, digital download | 15 |                |                 |
| "—" denotă o înregistrare care nu s-a clasat sau nu a fost lansată pe acel teritoriu. | |    |                |                 |

### Albume live
| Titlu                                   | Detalii album                                                                                         | Vânzără        | Certificări     |
| --------------------------------------- | --- | -------------- | --------------- |
| Live                                    | - Lansat: 1987 - Casa de discuri: Polskie Nagrania Muza - Formate: CD                                 |                |                 |
| Michał Bajor 30/30. Największe przeboje | - Lansat: October 17, 2005 - Casa de discuri: Agencja Artystyczna MTJ - Formate: CD, digital download | - POL: 30,000+ | - POL: Platinum |

### Albume de compilare
| Michał Bajor 83 – 93 (vol. 1,2,3,4)                                                   | - Lansat: 1999 - Casa de discuri: Agencja Artystyczna MTJ - Formate: CD     | —  |                |             |
| Błędny rycerz. Złota kolekcja                                                         | - Lansat: August 28, 2000 - Casa de discuri: EMI Music Poland - Formate: CD | 40 | - POL: 15,000+ | - POL: Gold |
| "—" denotă o înregistrare care nu s-a clasat sau nu a fost lansată pe acel teritoriu. |                                                                             |    |                |             |

### Albume de Crăciun
| Titlu                      | Detalii album                                                                             |
| -------------------------- | ----------------------------------------------------------------------------------------- |
| Michał Bajor śpiewa kolędy | - Lansat: 1991 - Casa de discuri: Polonia Records - Formate: CD                           |
| W dzień Bożego Narodzenia  | - Lansat: 1999 - Casa de discuri: Agencja Artystyczna MTJ - Formate: CD, digital download |

## Premii și recunoașteri
- 1973 – premiul principal la Festivalul de Cântece Sovietice de la Zielona Góra
- 1981 – distincție la Festivalul Filmului Polonez de la Gdańsk pentru rolul din filmul W biały dzień
- 1985 – Premiul Tineretul Artistic Stanisław Wyspiański gradul I pentru realizări în  actorie în anii 1983–1985 în teatru și film
- 1985 – premiu special al televiziunii poloneze la Przeglądzie Piosenki Aktorskiej din Wrocław pentru interpretarea cântecelor lui Bertold Brecht
- 1994 – Srebrny As – Premiul Polish Promotion Corporation
- 1997 – cel mai bun interlocutor al programului Godzina Szczerości; Ora de onestitate în sondajul telespectatorilor
- 1998 – Złota Spinka – premiul editorilor „Nowa Trybuna Opolska”
- 2005 – Medalia de argint pentru Meritul Culturii Gloria Artis [43]
- 2006 – Statueta „Prietenul păsării fermecate” - premiu pentru un prieten al festivalului național pentru persoanele cu dizabilități cu talente vocale la Festivalul Cântecului Fermecat de la Cracovia
- 2015 – Medalia „Labor Omnia Vincit” – „Munca Câștigă Totul”, acordată de Societatea Hipolit Cegielski.
- 2018 – Premiul Telekamery de platină (premiat în cadrul Polsat SuperHit Festival 2018)

## Televiziune
- Szansa na sukces (jurat) (2 episoade - unul din 20 aprilie 1997, celălalt din 23 decembrie 2007)
- Od przedszkola do Opola
- 2002 – Wykrywacz kłamstw; Detectorul de minciuni
- 2003 – Twarze w lustrach; Fețe în oglindă – recital
- 2003 – Wideoteka dorosłego człowieka; Videotecă pentru adulți
- 2004 – Anioły Europy;Îngerii Europei
- 2004 – Trzymaj się swoich chmur – Cântece de Seweryn Krajewski (25-a PPA)
- 2005 – miennik Dwójki: Kwiecień
- 2006 – Mój pierwszy raz
- 2008 – Michał Bajor śpiewa piosenki Jonasza Kofty